# 36P/Whipple
36P/Whipple är en periodisk komet upptäckt  av Fred Lawrence Whipple vid Harvard College-observatoriet den 15 oktober 1933. 
I september 1925 rapporterade Grigorij Sjajn in flera upptäckter av nya småplaneter. En av dessa fick beteckningen 1925 QD. Den hade observerats den 21 och 24 augusti samma år. 1987 kunde man bekräfta att den då upptäckta småplaneten var identisk med Whipples komet.

## Påverkan från Jupiter
Kometen kom närmare än 1 astronomisk enhet till planeten Jupiter 1916, 1922 och 1981. Den kommer återigen att göra detta år 2040. Det här har gjort att omloppstiden runt solen har varierat från 7,44 till 11,01 år.

## Omloppsbanan
Omloppsbanan ligger idag i ett område med banresonans 3:2 till planeten Jupiter. Området är nära förknippade med Hilda-asteroiderna och kometer här kallas därför Kvasi-Hilda-kometer. Kometer i området tenderar att starkt påverkas av Jupiters gravitation och kan på det sättet kastas in och ut ur området. Man räknar med att en del av dessa kometer slutligen kolliderar med Jupiter. Shoemaker–Levy 9 som kolliderade med Jupiter 1994 misstänks ha tillhört denna kategori.